# Takashi Yanase
Takashi Yanase (Tokyo, 6 febbraio 1919 – Tokyo, 13 ottobre 2013) è stato uno scrittore giapponese.
È uno scrittore di libri illustrati e poeta giapponese. È celebre soprattutto per il suo lavoro con la serie di libro illustrato Anpanman, da cui è stato tratto anche un anime, popolarissimo in Giappone che ha ispirato la creazione di un ampio numero di prodotti e gadget.
La sua carriera comprende anche la creazione di altri tre anime molto popolari; Yasashii Lion nel 1970, Chiisana Jumbo nel 1977 e il libro da cui venne tratto il film Chirin no suzu nel 1978.

## Opere
- Yasashii Lion (1970)
- Chiisana Jumbo (1977)
- Ringing Bell (Chirin no Suzu) (1978)